# Festival de Cinema d'Alcalá de Henares
El Festival de Cinema d'Alcalá de Henares (ALCINE) és un certamen cinematogràfic de curtmetratges, fundat el 1970. Se celebra anualment, durant el mes de novembre, a Alcalá de Henares (Comunitat de Madrid). És considerat un dels festivals de curtmetratges més importants d'Espanya. Hi han passat destacats directors del cinema espanyol, com Álex de la Iglesia, Isabel Coixet, Santiago Segura o Alejandro Amenábar.

## Història
En 1968 l'Ajuntament d'Alcalá de Henares va organitzar un modest "Certamen de Cine Aficionado" d'àmbit local, sense premis en metàl·lic, i de celebració anual. Des de 1970 el "Club Cultural Antonio de Nebrija" va assumir gradualment la seva organització, mantenint el suport i patrocini de l'Ajuntament complutense, amb l'objectiu de reconèixer i fomentar al curtmetratge espanyol. Inicialment les pel·lícules eren en format 8 i Super-8 mm, acceptant el format de 16 mm des de 1975. A l'any següent passa a denominar-se "Certamen de Cine Independiente", en ampliar la seva projecció al camp professional. Només en 1978 va ser titulat com a "Setmana de Cinema" per la introducció d'una variada mostra de llargmetratges i de cinema infantil. A partir de 1980 manté el nom de "Festival de Cinema d'Alcalá Henares", així com la seva especialització en el curtmetratge i el foment de la iniciació cinematogràfica; en la seva organització s'incorpora el Departament d'activitats culturals de la Universitat Laboral. En 1981 s'introdueix el format de 35 mm. El Festival continua creixent en continguts i públic, i des de 1982 s'incorpora com a patrocinador la Diputació Provincial de Madrid, base de l'actual Comunitat de Madrid. En 1987 hi ha una important renovació del Comitè Organitzador, gestant-se noves seccions com el curtmetratge d'animació internacional, les produccions videogràfiques (que eliminaran progressivament als antics formats) i el cinema publicitari. La Universitat d'Alcalá inicia la seva col·laboració, des de 1988, patrocinant el Premi "Pantalla Oberta"". Des de 1991 va desaparèixer la divisió de premis dels curtmetratges segons el seu format. El Festival també ofereix un tipus de cinema de gran qualitat, però de difícil accés per als espectadors al no projectar-se en els circuits comercials habituals.

## Premis

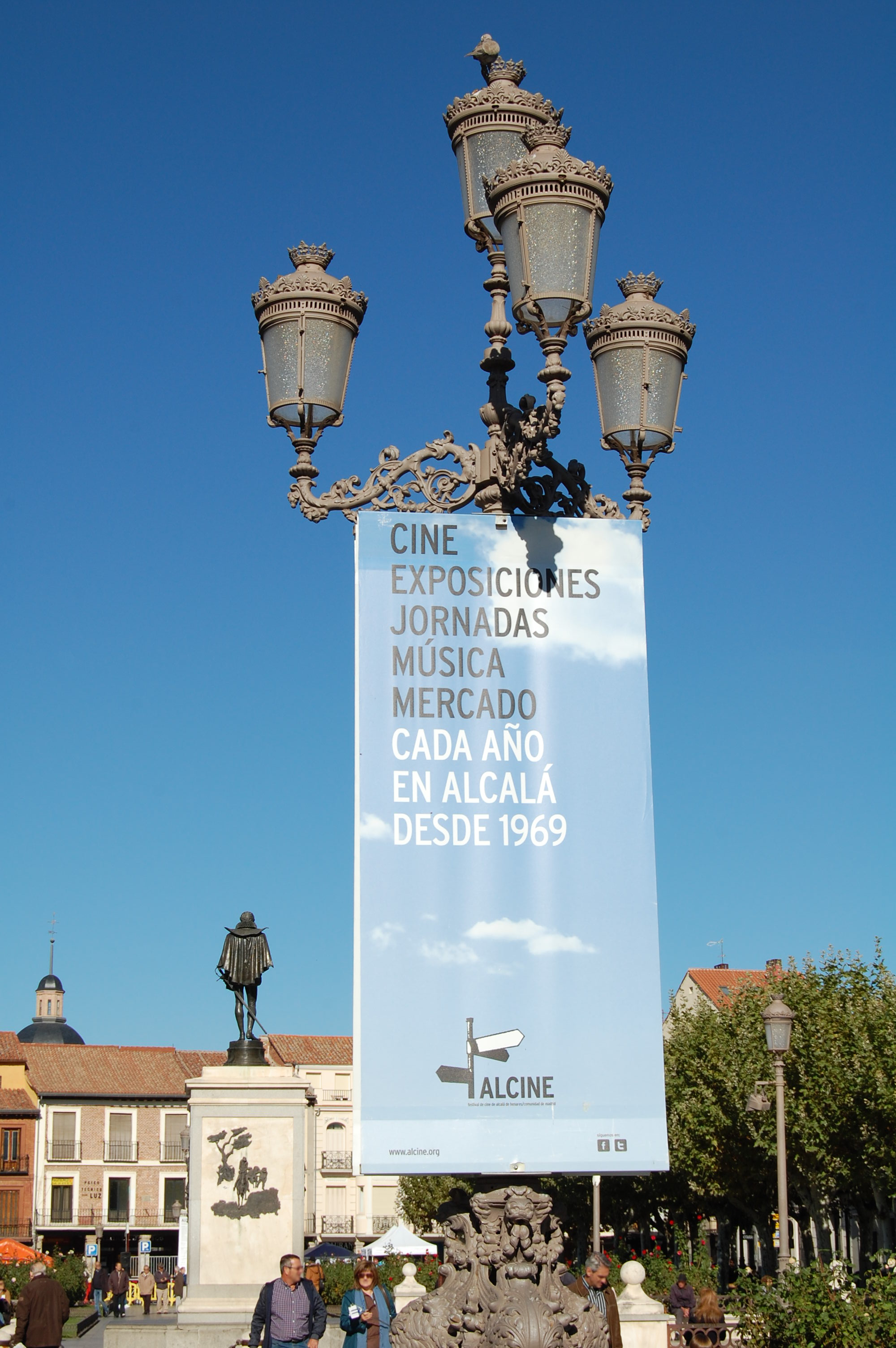
Cartell anunciador d'ALCINE a la plaça de Cervantes.

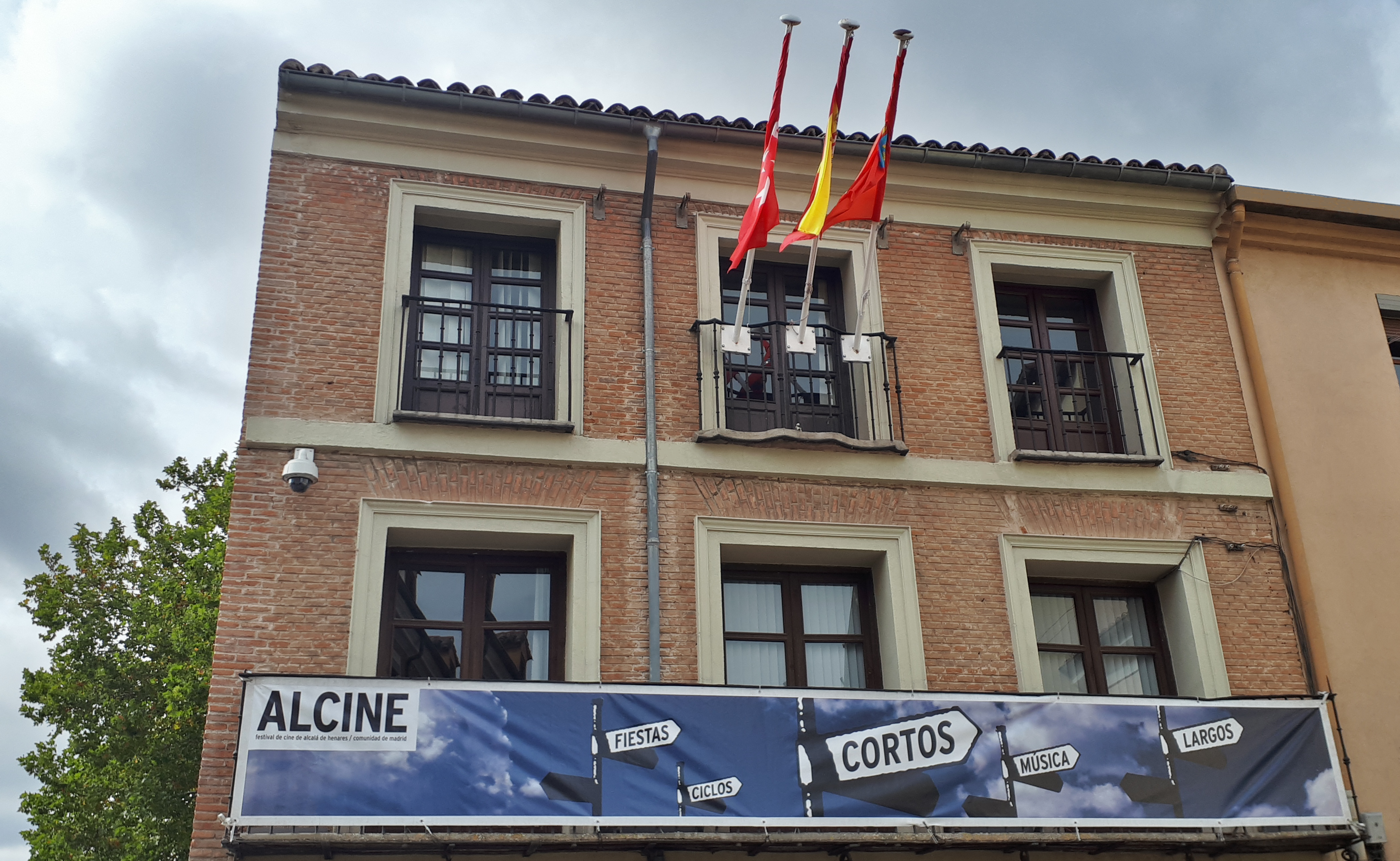
Cartell d'ALCINE a la Casa Tapón.

ALCINE se centra en els curtmetratges, amb diversos certàmens i nombrosos premis per a reconèixer tots els aspectes i categories professionals, aconseguint un gran palmarès.

### Certamen Nacional de Curtmetratges
- Primer Premi "Ciudad de Alcalá" al millor curt nacional (o dirigit per cineastes espanyols)
- Segon Premi "Ciudad de Alcalá"
- Tercer Premi "Ciudad de Alcalá"
- Premi "Escola Superior d'Imatge I So (CES)" al millor so
- Premi "Welab" a la millor fotografia
- Premi "Alma" al millor guió
- Premi "MOVISTAR+"
- Trofeu ALCINE a la millor interpretació femenina
- Trofeu ALCINE a la millor interpretació masculina
- Trofeu ALCINE al millor muntatge
- Trofeu ALCINE a la millor música original
- Trofeu ALCINE a la millor direcció artística
- Trofeu ALCINE als millors efectes especials
- Premi del Públic "Regidoria de Joventut de l'Excm. Aj. d'Alcalá de Henares"

### Certamen Europeu de Curtmetratges
(European Short Film Competition)
- Primer Premi "ALCINE" al millor curt europeu
- Segon Premi "ALCINE"
- Tercer Premi "ALCINE"
- Premi Especial del Públic

### Premi Comunitat de Madrid
- Premi "Comunitat de Madrid" al millor curt regional

### Pantalla Oberta a Nous Realitzadors
Certamen competitiu per a llargmetratges de nous directors espanyols.
- Premis del Públic a les millors òperes preval de la indústria cinematogràfica espanyola.

### Pantalla Zero
Certamen competitiu per a llargmetratges independents de recent creació.
- Premis del Públic

## Palmarès
| \| Palmarès del Festival de Cinema d'Alcalá de Henares, ordenat per anys i edicions[4] \| | \| Palmarès del Festival de Cinema d'Alcalá de Henares, ordenat per anys i edicions[4] \| | \| Palmarès del Festival de Cinema d'Alcalá de Henares, ordenat per anys i edicions[4] \| | \| Palmarès del Festival de Cinema d'Alcalá de Henares, ordenat per anys i edicions[4] \| | \| Palmarès del Festival de Cinema d'Alcalá de Henares, ordenat per anys i edicions[4] \| | \| Palmarès del Festival de Cinema d'Alcalá de Henares, ordenat per anys i edicions[4] \| | \| Palmarès del Festival de Cinema d'Alcalá de Henares, ordenat per anys i edicions[4] \| | \| Palmarès del Festival de Cinema d'Alcalá de Henares, ordenat per anys i edicions[4] \| | \| Palmarès del Festival de Cinema d'Alcalá de Henares, ordenat per anys i edicions[4] \| | \| Palmarès del Festival de Cinema d'Alcalá de Henares, ordenat per anys i edicions[4] \| |
| ----------------------------------------------------------------------------------------- | ----------------------------------------------------------------------------------------- | ----------------------------------------------------------------------------------------- | ----------------------------------------------------------------------------------------- | ----------------------------------------------------------------------------------------- | ----------------------------------------------------------------------------------------- | ----------------------------------------------------------------------------------------- | ----------------------------------------------------------------------------------------- | ----------------------------------------------------------------------------------------- | ----------------------------------------------------------------------------------------- |
| 2020 (50)                                                                                 |                                                                                           |                                                                                           |                                                                                           |                                                                                           |                                                                                           |                                                                                           |                                                                                           |                                                                                           |                                                                                           |
| 2010 (40)                                                                                 | 2011 (41)                                                                                 | 2012 (42)                                                                                 | 2013 (43)                                                                                 | 2014 (44)                                                                                 | 2015 (45)                                                                                 | 2016 (46)                                                                                 | 2017 (47)                                                                                 | 2018 (48)                                                                                 | 2019 (49)                                                                                 |
| 2000 (30)                                                                                 | 2001 (31)                                                                                 | 2002 (32)                                                                                 | 2003 (33)                                                                                 | 2004 (34)                                                                                 | 2005 (35)                                                                                 | 2006 (36)                                                                                 | 2007 (37)                                                                                 | 2008 (38)                                                                                 | 2009 (39)                                                                                 |
| 1990 (20)                                                                                 | 1991 (21)                                                                                 | 1992 (22)                                                                                 | 1993 (23)                                                                                 | 1994 (24)                                                                                 | 1995 (25)                                                                                 | 1996 (26)                                                                                 | 1997 (27)                                                                                 | 1998 (28)                                                                                 | 1999 (29)                                                                                 |
| 1980 (10)                                                                                 | 1981 (11)                                                                                 | 1982 (12)                                                                                 | 1983 (13)                                                                                 | 1984 (14)                                                                                 | 1985 (15)                                                                                 | 1986 (16)                                                                                 | 1987 (17)                                                                                 | 1988 (18)                                                                                 | 1989 (19)                                                                                 |
| 1970 (01)                                                                                 | 1971 (02)                                                                                 | 1972 (03)                                                                                 | 1973 (04)                                                                                 | 1974 (05)                                                                                 | 1975 (06)                                                                                 | 1976 (07)                                                                                 | 1977 (08)                                                                                 | 1978 (09)                                                                                 | 1979                                                                                      |
| Palmarès del Festival de Cinema d'Alcalá de Henares, ordenat per anys i edicions          |                                                                                           |                                                                                           |                                                                                           |                                                                                           |                                                                                           |                                                                                           |                                                                                           |                                                                                           |                                                                                           |

## Altres activitats
A més, el Festival ofereix nombroses activitats en l'àmbit audiovisual, com a homenatges a professionals destacats, retrospectives del cinema d'un determinat país, època o estil; així com exposicions, debats, seminaris i publicacions de llibres.

### Exposicions
Complementat el Festival s'exposen diversos materials gràfics del món del cinema: cartells de pel·lícules, fotografies de rodatges, il·lustracions, noves tecnologies, etc.
- 2020: "La Mirada Horizontal. Mujeres del cine español contemporáneo"[6]
- 2018: "ALCINE VR. Viaje al centro del multiverso"[7]
- 2017: "Hijas de Alice Guy"[8]
- 2016: "USER T38: 15 años diseñando carteles de cine"[9]
- 2015: "813", Truffaut. Per Paula Bonet.
- 2013: Lobby cards.
- 2012: Shooting in Manila. Retratos de cineastas filipinos. Per Óscar Fernández Orengo.[10]
- 2011: Cineastas Contados. Retratos de directores del cine español. Per Óscar Fernández Orengo.[11]
- 2002: Fotografies de tres cineastes: Iván Zulueta, Bigas Luna i Carlos Saura.
- 2001: "La arquitectura de los sueños".
- 2001: Las ilustraciones del dibujante Vizcarra.
- 2000: Cartelista y diseñador Juan Gatti.
- 1999: Fons de la Filmoteca Espanyola, "Soñar el cine"
- 1999: Luis Buñuel, a l'any del seu centenari.
- 1998: Cartells de cinema cubans.
- 1998: Fotografies del cineasta alemany Wim Wenders.
- 1997: "Story boards" d'Álex de la Iglesia.
- 1997: Fotografies de rodatges a Alcalá.
- 1996: "José Ramón Sánchez: mis imágenes de cine. Retratos"
- 1996: "Decortos, 13 retratos de nuevos realizadores", fotografies d'Oscar Carriqui i Mili Sánchez.
- 1996: La foto-fixa de Montserrat de Pablo per la pel·lícula "Dame Algo".
- 1996: "Cien años de cine en España en cómic". 10 dibuixants alcalaíns il·lustren texts de 10 cineastes espanyols.[12]
- 1995: Programes de mà de pel·lícules rodades an Alcalá de Henares.
- 1995: Georges Méliès.
- 1995: "Madrid y el cine".
- 1993: Direcció artística de la pel·lícula "Acción Mutante".
- 1993: Alcalá como villa universitaria en la Edad Media.
- 1991: Retrospectiva i efectes especials de Colin Arthur.
- 1991: Cartells del cinema polonès.
- 1989: Plácido Sáenz Plaza: Retrats fotogràfics de directors del cinema espanyol.
- 1989: Obra gràfica del director Iván Zulueta.
- 1988: El director de fotografia: José Luis Alcaine.
- 1987: Pablo González del Amo i el muntatge cinematogràfic.
- 1987: Cartells de Jaime Nieto.
- 1987: Fotografies del "Jove cinema alemany".
- 1986: Fotografies del cinema espanyol.
- 1986: Cartells del Festival de Cinema d'Alcalá de Henares.
- 1985: Carteles y fotomontajes de Josep Renau.
- 1985: Dibuixos de Federico Fellini.
- 1984: Decorats d'Enrique Alarcón.
- 1984: Fotografies sobre "Berlín años veinte" i "Estrellas de la U.F.A."
- 1983: Dibuixos de temes cinematogràfics de José Ramón Sánchez.
- 1983: Grafistes cubans.
- 1983: Revistes cinematogràfiques.
- 1982: Llibres de cinema.
- 1981: Cartells espanyols de pel·lícules estrangeres.
- 1980: Cartells del cinema espanyol.

### Publicacions
Coincidint amb el Festival se sol editar un llibre relacionat amb temes cinematogràfics.
- 2017. Luis M. González y Pedro Medina. Cervantes en imágenes. On s'explica com el cinema i la televisió van adaptar la seva vida i obra (edició digital).[14]
- 2010. Jara Yáñez. La medida de los tiempos. El cortometraje español en la década de 2000.
- 2009. Jara Yáñez (amb la col·laboració de Luis L. Carrasco). La aritmética de la creación. Entrevistas con productores del cine español contemporáneo.
- 2008. Lola Mayo. La piel y la máscara. Entrevistas con actores del cine español.
- 2007. Hilario J. Rodríguez. Voces en el tiempo. Conversaciones con el último cine español.
- 2006. Hilario J. Rodríguez (coordinador). Miradas para un nuevo milenio. Fragmentos para una historia futura del cine español.
- 2005. Pedro Medina, Luis M. González. Cortos pero intensos. Las películas breves de los cineastas españoles.
- 2003. Roberto Cueto. El lenguaje invisible. Entrevistas con compositores del cine español.
- 2002. Ferrán Alberich. Antonio Drove: La razón del sueño.
- 2001. Jorge Gorostiza. La arquitectura de los sueños. Entrevistas con directores artísticos del cine español.
- 2000. José M. Velázquez y Luis Ángel Ramírez. Una década prodigiosa. El cortometraje español de los noventa.
- 1999. Esteve Riambau y Mirito Torreiro. Historias, palabras, imágenes. Entrevistas con guionistas del cine español contemporáneo.
- 1998. Luis M. González y Pedro Medina (editores). Cervantes en imágenes. Donde se cuenta cómo el cine y la televisión adaptaron su vida y obra.[15]
- 1998. Alberto Úbeda-Portugués. Contra viento y marea. El cine de Ricardo Franco (1949-1998).
- 1998. VV.AA. Carteles cubanos de cine (1964-1996).
- 1998. VV.AA. 2000 maníacos: Bill Plympton, el nuevo rey de la acción mutante.
- 1997. Carlos F. Heredero. Espejo de Miradas. Entrevistas con nuevos directores de cine español de los años'90.
- 1996. Luis Ángel Ramírez (coordinador). Nuevos caminos de la producción cinematográfica española.
- 1996. Joaquín Cánovas, et al. Historia del cortometraje español.
- 1995. Pedro Ballesteros Torres. Alcalá y el cine. Una aproximación al desarrollo cinematográfico de la ciudad.
- 1995. Emilio de la Rosa. Estrellas animadas.
- 1994. Carlos F. Heredero. El lenguaje de la luz. Entrevistas con directores de fotografía del cine español.
- 1991. Janusz Gunia. Cuarenta años del cartel polaco de cine.
- 1991. Javier Hernández Ruiz. Gonzalo Suárez: Un combate ganado con la ficción.
- 1989. Carlos F. Heredero. Iván Zulueta: la vanguardia frente al espejo.
- 1987. Manuel Hidalgo. Pablo G. del Amo, montador de sueños.
- 1986. VV.AA. Evolución de la banda sonora en España: Carmelo Bernaola.
- 1984. Andrés Linares. El decorador de cine: Enrique Alarcón.
- 1983. José García Vázquez, Fernando Calvo. Raúl Ruiz.
- 1983. Matías Antolín, Augusto M. Torres, Angelino Fons, Enrique Brasó y otros. Emiliano Piedra.
- 1982. Fernando Monje, Luis Alberto Cabrera. Los hermanos Taviani.
- 1981. José Miguel Ganga. Homenaje a Jacques Tati.

### Formació
La formació sobre la producció audiovisual s'imparteix tant per a professionals com per a aficionats en diversos tallers, cursos i xerrades.
- Jornades de Pantalla Zero[16]
- Alcine Kids[17]
- El Cinema i els Joves[18]
- Idiomes en curt[19]

### Música
És tradicional inaugurar el Festival amb un concert musical.
- 09/11/2017: Concert de Maika Makovski & Brossa Quartet[20]

### Gastronomia
Durant la setmana del Festival de Cinema, diversos restaurants de la ciutat preparen "plats cinematogràfics", amb la col·laboració d'Alcalá Gastromómica - Fomentur:
- 2017: Plats de pel·lícula[21]

### Oci
Diverses activitats lúdiques s'agrupen sota la denominació "Las nochts de Alcine", com a monòlegs, maratons de cinema fantàstic i de terror, Golfomaratón Comedy Show, miniconcerts, etc.

## Seus

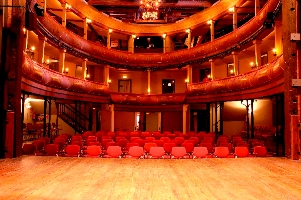
Pati de butaques i amfiteatre del Corral de Comedias de Alcalá.

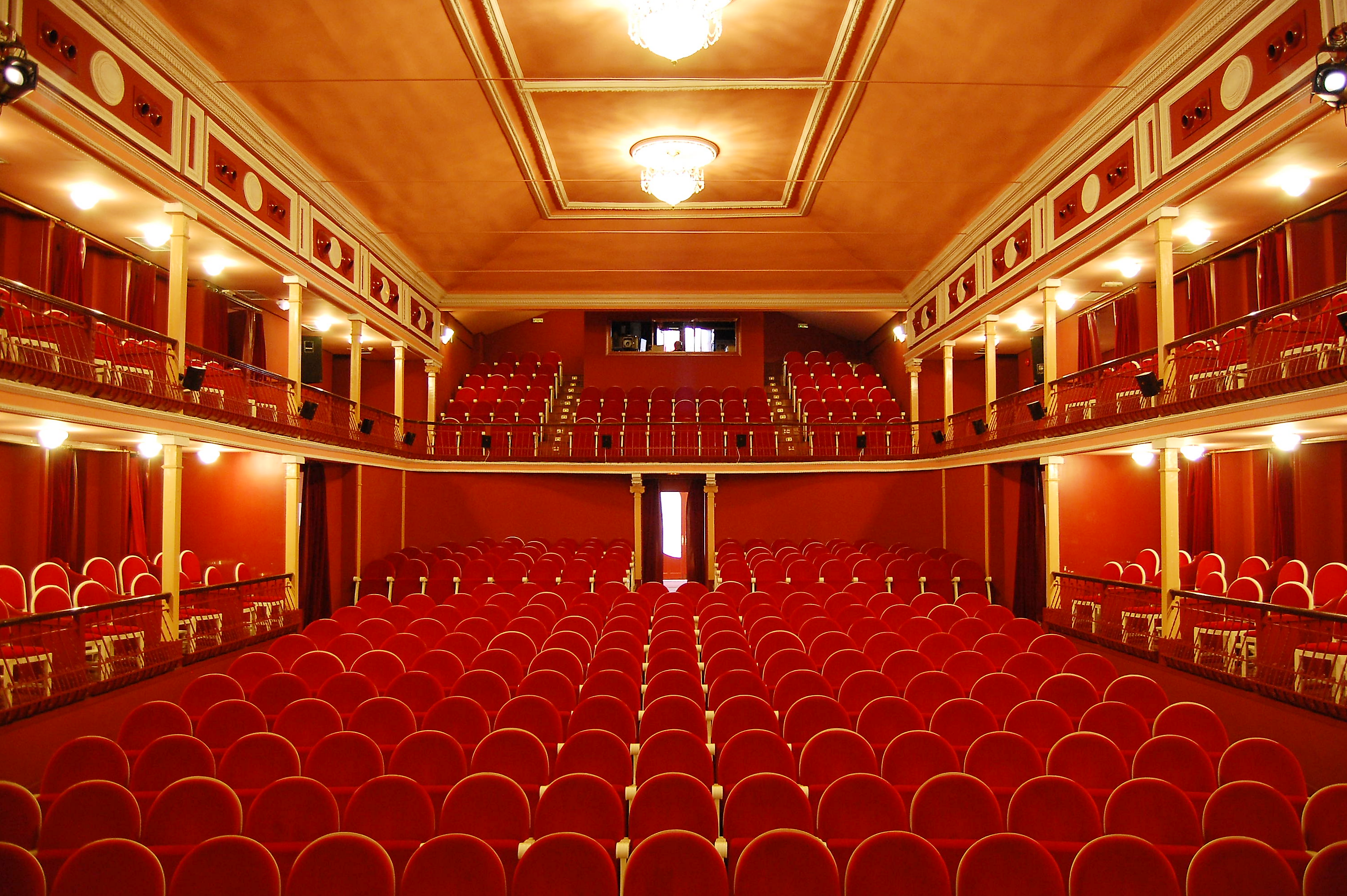
Pati de butaques i amfiteatre del Teatro Salón Cervantes.

El Festival es desenvolupa en diferents punts de Alcalá de Henares. Les oficines de l'organització estan situades en l'Oficina d'Esdeveniments de la Regidoria de Cultura (c/ San Juan, s/n). La seu durant el desenvolupament del Festival (c/ Santa María la Rica, 3) serveix també com a oficina de premsa, sales d'exposicions, tallers, conferències, videoteca i lloc de reunió. Cada mes de novembre les projeccions tenen lloc en diversos escenaris:
- Corral de Comedias, inaugurat el 1601, s'ha anat transformant amb el temps: en 1785 coliseu ensostrat, en 1830 teatre romàntic i sala de cinema fins als anys 70. Però gràcies a una acurada restauració s'ha convertit en un original espai escènic.[23]
- Teatro Salón Cervantes, construït en 1888, la seva façana i interior es van reformar en 1925. Va ser rehabilitat en 1989 per a poder oferir un variat programa d'espectacles.[24]